# Grumman Gulfstream I
O Grumman Gulfstream I (designado pela empresa de G-159) é um avião executivo, bimotor e turboélice, fabricado pela Grumman no final dos anos 50. A aeronave tem características de design semelhantes ao Hawker Siddeley HS 748, especialmente o motor turboélice Rolls-Royce Dart.

## Desenvolvimento
Após a primeira e rejeitada ideia para desenvolver o Grumman G-44 Widgeon como uma aeronave de transporte executivo, a empresa estudou o desenvolvimento de um avião de transporte executivo com base em uma variante movida a turbina do avião de transporte e utilitário naval Grumman TF-1 Trader. A empresa já havia determinado que qualquer nova aeronave teria que ser equipado com motores turboélice e o Rolls-Royce Dart foi escolhido. Mais estudos mostraram que o design baseado no Trader não iria dar certo, e eles precisavam de um design totalmente novo, com uma configuração em asa-baixa e espaço para se levantar na cabine. Em junho de 1957 o projeto do G-159 foi finalizado e a Grumman começou a vender slots na linha de produção por US$ 10.000 cada. Os clientes iniciais trabalharam com a Grumman no projeto detalhado e ajuste de aviônica. O G-159 recebeu o o nome de Gulfstream e em 14 de Agosto 1958, o primeiro avião, registrado N701G, decolou de Bethpage, Nova York, em seu voo inaugural. Em 02 de Maio de 1959, a aeronave recebeu o certificado de tipo pela Federal Aviation Administration (FAA).
A Gulfstream I é um monoplano de asa baixa com uma estrutura de liga de alumínio da fuselagem semi-monocoque. A aeronave é equipada por dois motores turboélices Rolls-Royce Dart com quatro pás de hélices de velocidade constante. O Gulfstream I tem um trem de pouso retrátil na configuração triciclo, sendo todos equipados com um par de rodas. A cabine é projetada para levar até 24 passageiros em um arranjo de alta densidade ou apenas oito em um layout executivo, embora uma configuração de dez a doze seja mais utilizada. A aeronave tem uma escada operada hidraulicamente na cabine para entrada e saída.
A Marinha dos Estados Unidos designou versões militares denominadas C-4 Academe e TC-4C Academe, este último com instrumentos adicionais e navegação, para o treinamento e formação para a operação do A-6 Intruder. Outra versão, denominada VC-4A foi utilizada pela Guarda Costeira dos Estados Unidos como aeronave de transporte, até o início de 1980. Mais tarde, foi utilizada como aeronave de logística e comando de longo alcance até 2001.
Uma versão maior com capacidade para 37 passageiros, o G-159C, foi desenvolvido pela Gulfstream para uso de companhia aérea regional. Cinco foram entregues a partir de Novembro de 1980. A Air North foi uma das poucas companhias aéreas os EUA para usar esta versão antes de sua aquisição pela Brockway Glass. Outra companhia aérea operadora foi Chaparral Airlines que voou realizando serviços de passageiros como a American Eagle através de um acordo de codeshare com a American Airlines.
A Royale Airlines também operou a aeronave em serviço regular de passageiros nos EUA, como Continental Connection, em nome da Continental Airlines, entretanto, seus aviões eram modelos G-159 de comprimento padrão e não eram a versão maior. Várias outras companhias aéreas nos EUA, África, Canadá, Europa e no Oriente Médio também utilizaram o Gulfstream em serviço regular de passageiros, incluindo a Peregrine Air Services no Reino Unido, que operava voos para a British Airways.

## Variantes
- G-159 Gulfstream I: Versão padrão.
- G-159C Gulfstream IC: Versão esticada para companhias aéreas regionais. Cinco aeronaves G-159 Gulfstream I foram convertidas em G-159C Gulfstream IC, tendo a fuselagem alongada por 3,60 metros para fornecer assentos para até 37 passageiros.
- VC-4A: Versão de transporte da Guarda Costeira dos EUA. Uma unidade construída.
- TC-4B: Designação militar para uma ordem cancelada de dez aeronaves para a Marinha dos Estados Unidos, para a formação de navegação e deveres de transporte.
- TC-4C Academe: Designação militar dos Estados Unidos para versão de treino de navegação para a Marinha dos Estados Unidos, que voou pela primeira vez em 1967. As aeronaves foram equipados com um radome do A-6 Intruder no nariz, um cockpit simulado do A-6 e quatro consoles de navegação. Nove unidades construídas.

## Operadores
A maioria das 200 unidades construídas do Gulfstream I foram operadas por clientes corporativos, com um número menor operado por companhias aéreas regionais ou de passageiros, bem como por agências governamentais e militares. A NASA, a agência espacial norte-americana, operou sete unidades do Gulfstream I para o transporte de passageiros. Ao longo dos anos 1970 e meados dos anos 80, a Ford Motor Company operou um Gulfstream I para seus executivos no Brasil. A Walt Disney Company, também operou um Gulfstream I.

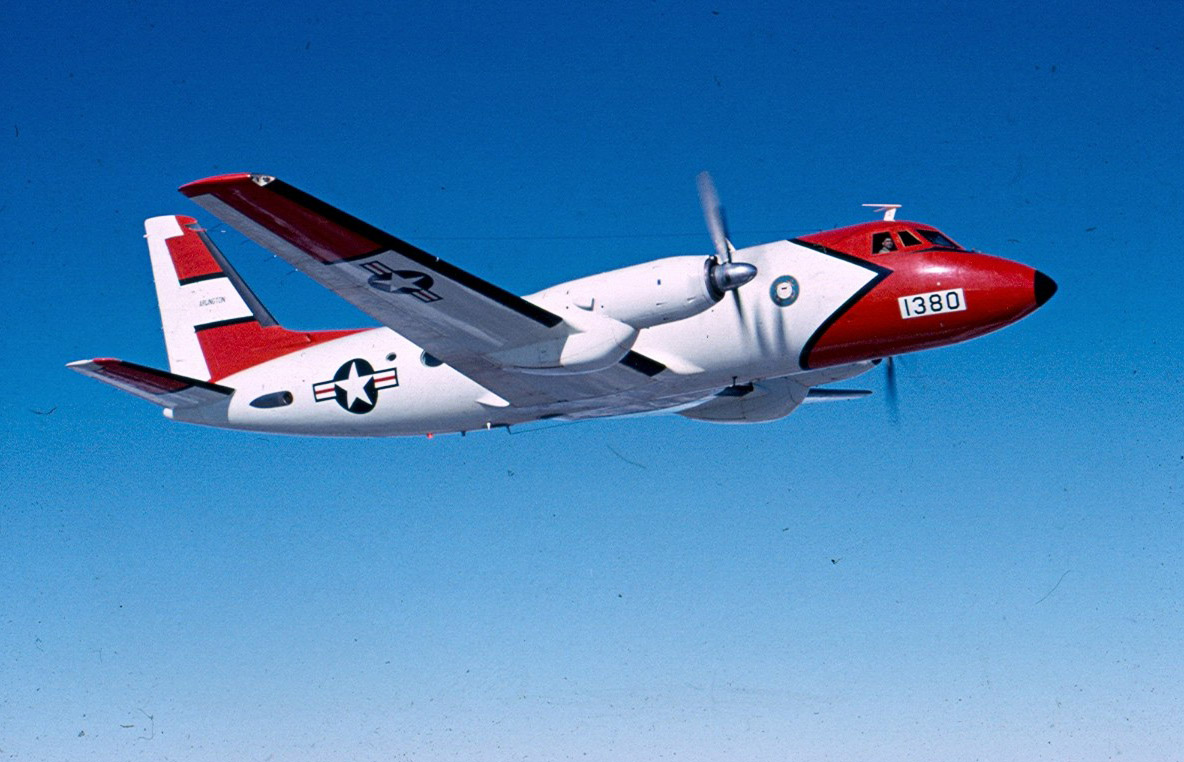
VC-4A da Guarda Costeira dos Estados Unidos, 1964.

### Operadores civis

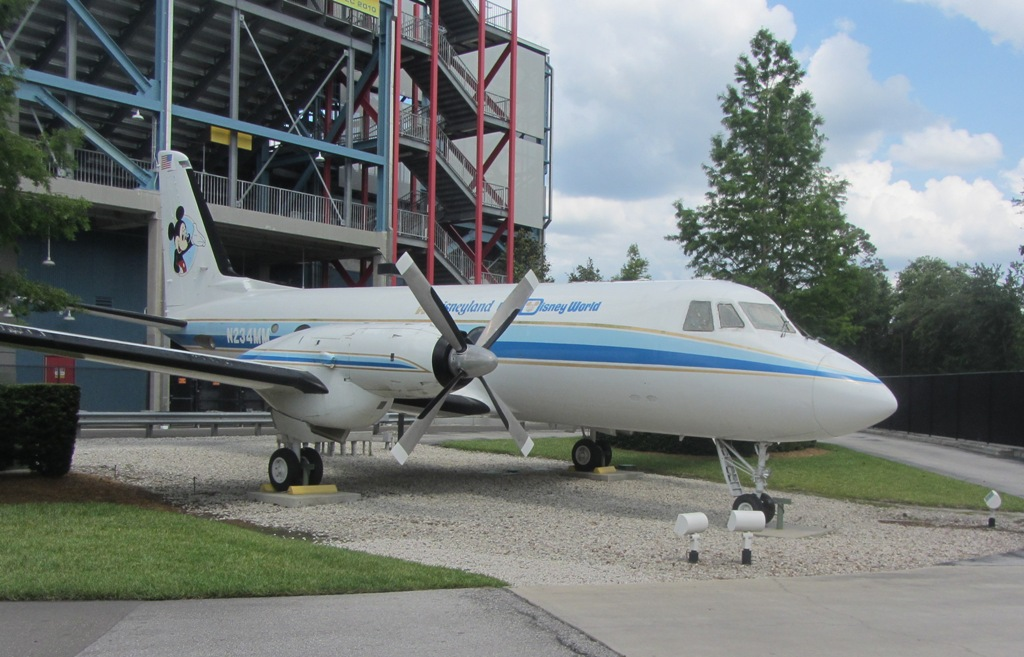
Gulfstream utilizado pela Walt Disney Company, em exibição na Flórida.

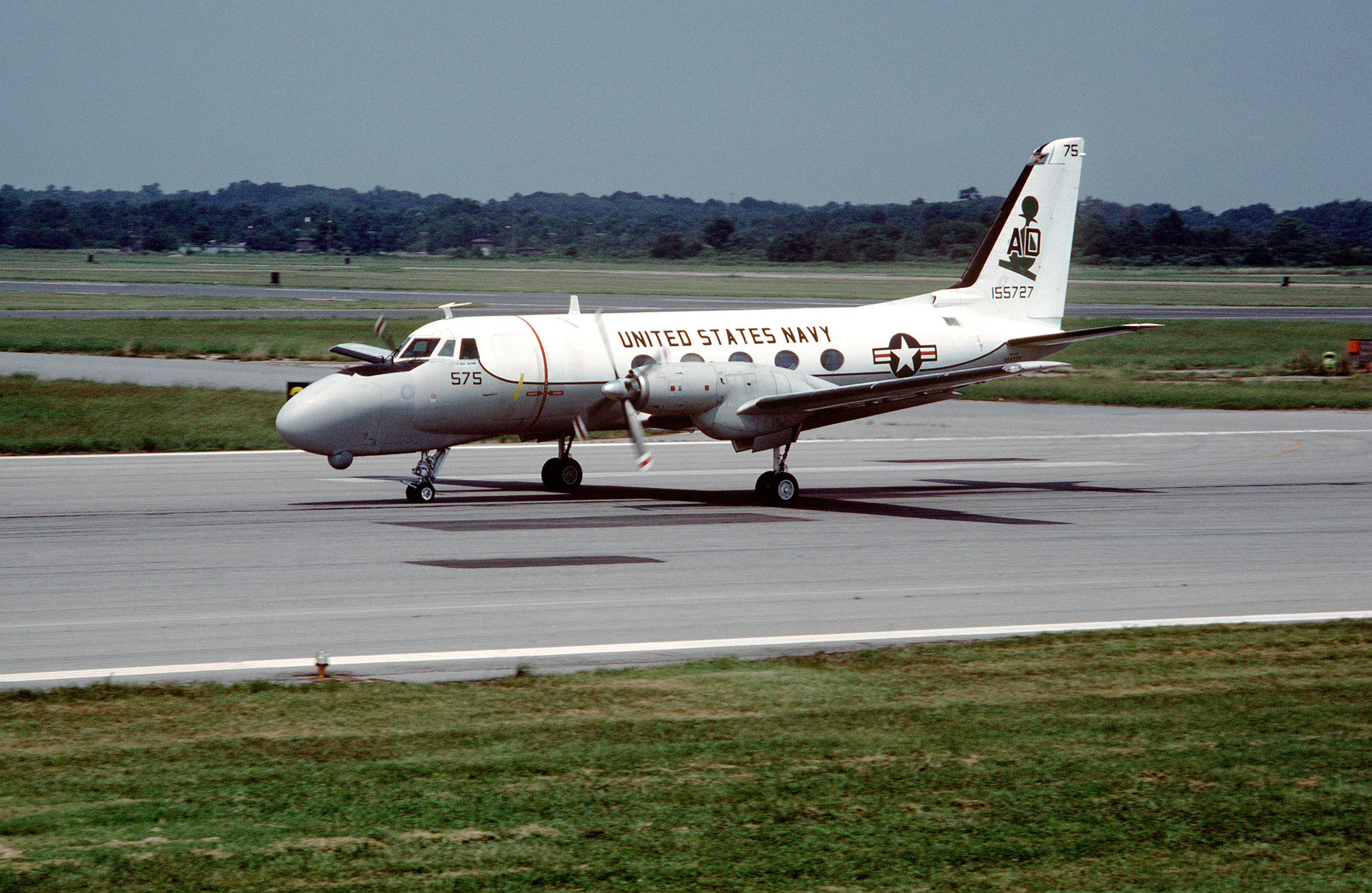
TC-4C Acedeme da Marinha dos Estados Unidos, 1989.

Canadá
- Propair
- Ptarmigan Airways

 Dinamarca
- Cimber Air

 França
- Air Provence

 Gabão
- Gabon Express

 Israel
- Aeroel Airways

 Quênia
- East African Safari Air
- Kenya Flamingo Airways

 Espanha
- Seven Air

 Reino Unido
- Aberdeen Airways
- Birmingham European Airways
- Birmingham Executive Airways
- TC-4C Acedeme da Marinha dos Estados Unidos, 1989.British Airways

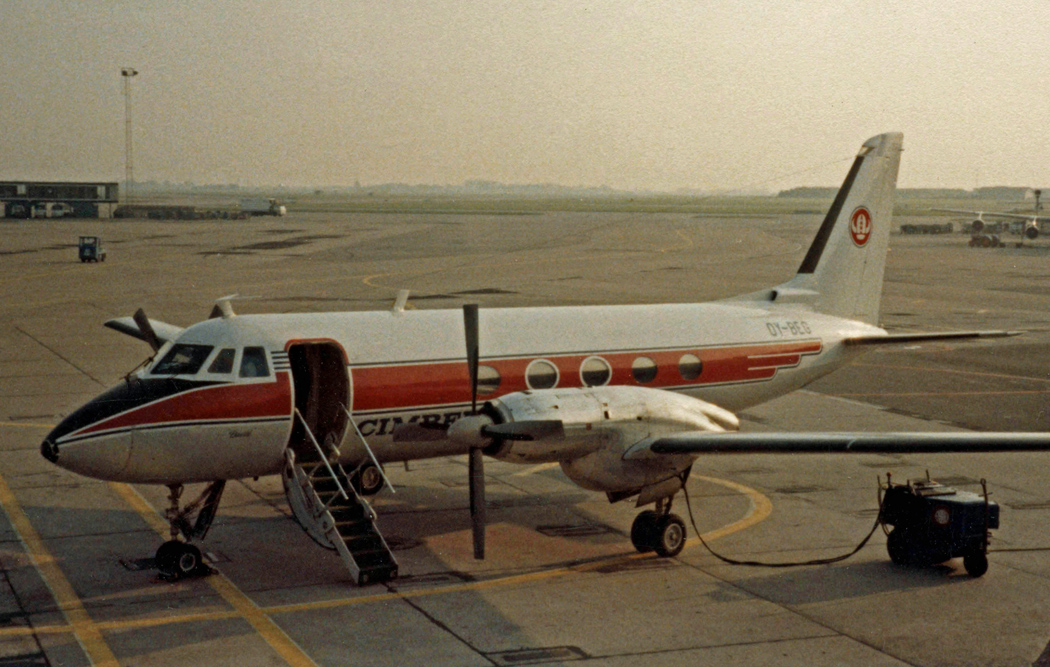
Gulfstream I operado pela Cimber Air, no Aeroporto de Copenhague, 1981.

- Capital Airlines

 Estados Unidos
- Air North
- Air US
- Bonanza Air Lines
- Chaparral Airlines
- Coleman Air Transport
- NASA
- Phoenix Air
- Royale Airlines
- Gulfstream I operado pela Cimber Air, no Aeroporto de Copenhague, 1981.Scenic Air
- Southeast Airlines
- Susquehanna Airlines

### Operadores militares
Grécia
- Força Aérea Grega

 Estados Unidos
- Exército dos Estados Unidos
- Guarda Costeira dos Estados Unidos
- Marinha dos Estados Unidos

## Especificações (G-159)
Dados de Jane's All The World's Aircraft 1965-66.

### Características gerais
- Tripulação: 2 (piloto e co-piloto)
- Capacidade: 10-24 passageiros
- Comprimento: 19,43 m
- Envergadura: 23,93 m
- Altura: 6,93 m
- Área da asa: 56,70 m²
- Peso vazio: 9,934 kg
- Peso máximo de decolagem: 15,921 kg
- Motorização: 2 × turboélice Rolls-Royce Dart 529, 2,190 hp (1,63 kW) cada

### Atuação
- Velocidade máxima: 560 km/h
- Velocidade de cruzeiro: 463 km/h
- Alcance operacional: 4,088 km
- Teto de serviço: 10,241 m
- Taxa de subida: 9,7 m/s

### Desenvolvimento relacionado
- Grumman Gulfstream II
- Gulfstream III

### Aeronaves co função, configuração e eras comparáveis
- Beechcraft King Air
- Hawker Siddeley HS 748